# Holzheim (Parsberg)
Holzheim ist ein Gemeindeteil der Stadt Parsberg im Landkreis Neumarkt in der Oberpfalz.

## Lage
Das Dorf liegt nördlich der Kernstadt Parsberg. Unweit nördlich verläuft die Staatsstraße 2251, die Bundesautobahn 3 verläuft südlich.

## Zugehörigkeit
Im Mittelalter besaß das Kloster Walderbach das ganze Dorf mit sieben Anwesen. Um 1600 war der Ort der Herrschaft Lutzmannstein unterstellt. Durch die Herrschaft Lutzmannstein verlief die Grenze der Bistümer Eichstätt und Regensburg, wobei Holzheim zur Pfarrei Hörmannsdorf und damit zu Eichstätt gehörte.
Der Ort bestand im 18. Jahrhundert aus elf Anwesen und dem gemeindlichen Hirtenhaus. Bei der Volkszählung 1871 weist die Statistik 76 Einwohner aus.
Holzheim kam bei der Errichtung der Steuerdistrikte (erstes Gemeindeedikt) zu Hörmannsdorf im Landgericht Parsberg. Bei der Umsetzung des zweiten Gemeindeediktes von 1818 wurde Holzheim Teil der Ruralgemeinde Hörmannsdorf. Diese Gemeinde wurde im Zuge der Gebietsreform in Bayern am 1. Mai 1978 in die Stadt Parsberg eingegliedert.

## Baudenkmäler
In der Liste der Baudenkmäler in Parsberg ist für Holzheim ein Baudenkmal aufgeführt:
- Die neugotische Dorfkapelle St. Maria, die Mitte des 19. Jahrhunderts errichtet wurde, ist ein Satteldachbau mit eingezogener halbrunder Apsis, Putzrahmungen und Giebeldachreiter.